# Micrurus mertensi
Espèce
Micrurus mertensi est une espèce de serpents de la famille des Elapidae. 

## Répartition
Cette espèce se rencontre dans le sud-ouest de l'Équateur et dans le nord-ouest du Pérou.

## Description
L'holotype de Micrurus mertensi, un mâle adulte, mesure 880 mm dont 117 mm pour la queue.  Ce serpent corail présente une livrée composée d'anneaux noirs, rouges et jaunes.  Les rayures noires sont au nombre de 22 à 28 sur le corps. Celles présentes sur la queue sont au nombre de 8 pour les mâles et de 5 pour les femelles. C'est un serpent venimeux.

## Étymologie
Cette espèce est nommée en l'honneur de Robert Friedrich Wilhelm Mertens.

## Publication originale
- Schmidt, 1936 : Preliminary account of coral snakes of South America. Zoological Series of Field Museum of Natural History, vol. 20, n. 19, p. 189-203 (texte intégral).